# Madalberta van Maubeuge

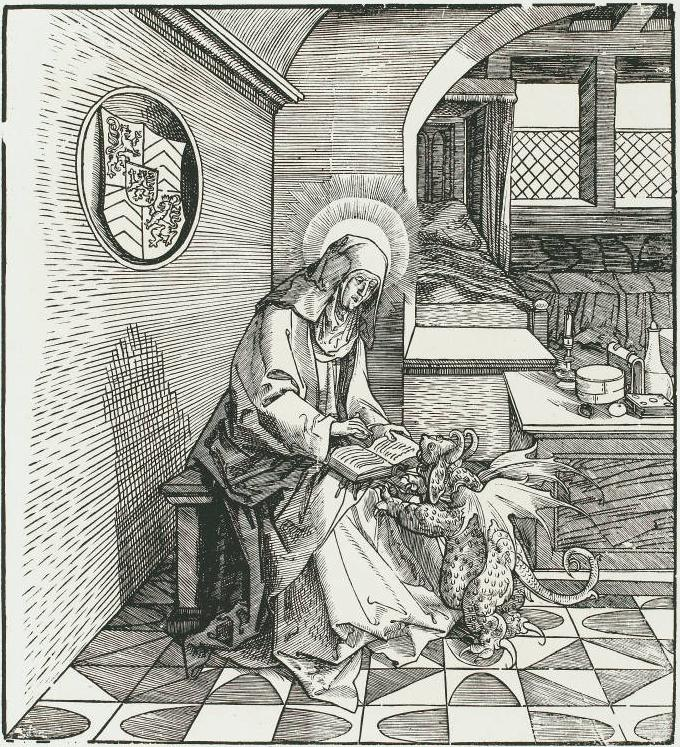
De biddende Sint-Madelberta wordt in verzoeking gebracht door een demon. Houtsnede van Leonhard Beck, ca. 1517-1519.

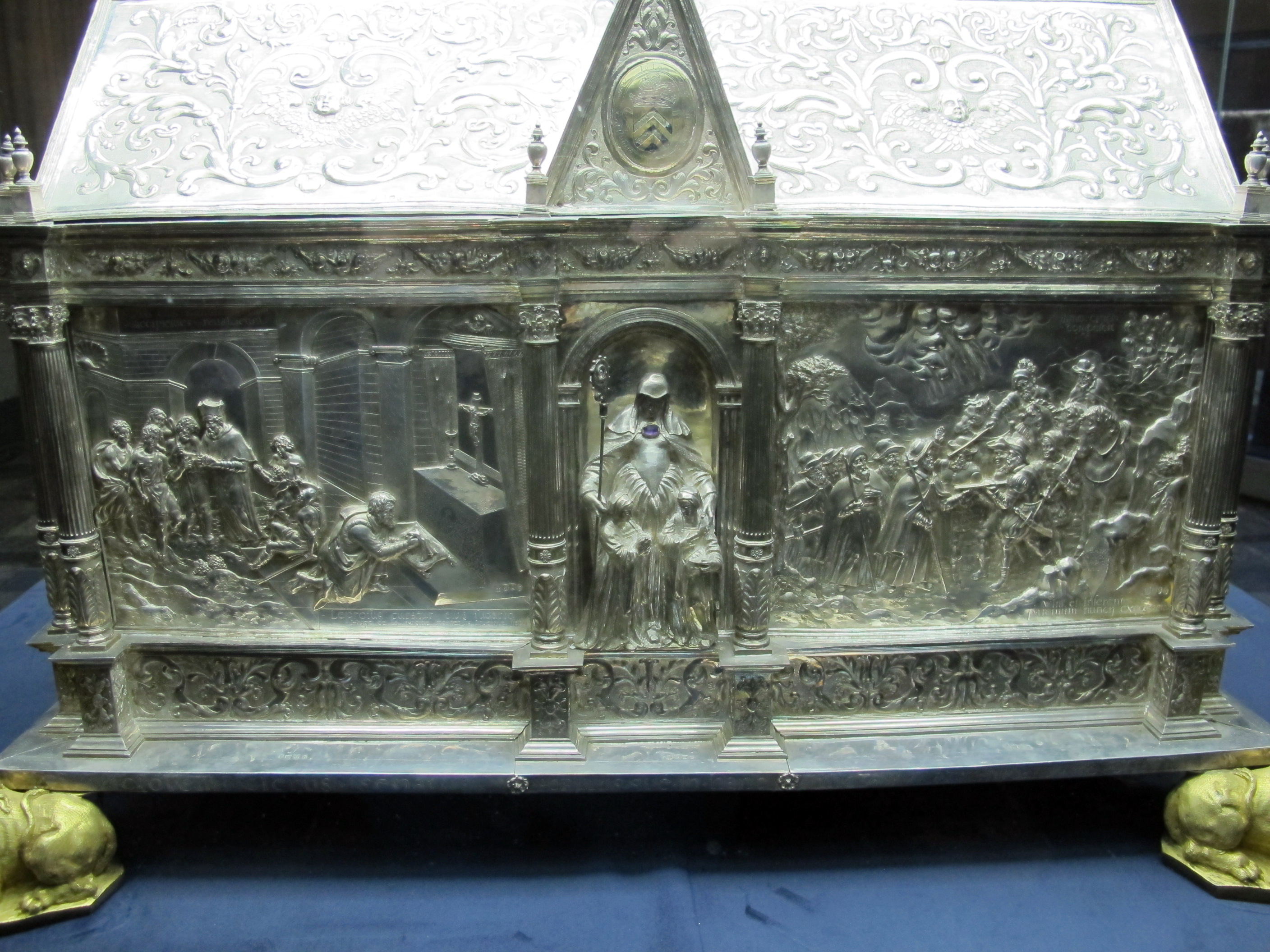
Madalberta werd vaak afgebeeld met haar moeder en haar zuster. Hier in de nis van het reliekschrijn van Sint-Macharius (kerkschat van de Gentse Sint-Baafskathedraal).

Madalberta of Madelberta van Maubeuge was een Merovingische edelvrouw en de derde abdis van Maubeuge. Ze is heilig verklaard met feestdag op 7 september.

## Leven
Madalberta was de hoogadellijke dochter van Madelgarius en Waldetrudis. Landricus, Dentelinus en Aldetrudis waren haar broers en zussen. Na de dood van Aldetrudis in 696 volgde ze haar op aan het hoofd van de abdij van Maubeuge, een klooster gesticht door hun tante Aldegonda. Haar hagiografie, Vita Sta Madelbertae (BHL 5129), is in het begin van de 10e eeuw opgeschreven op basis van materiaal uit de vitae van Aldegonda en Aldetruda.

## Cultus
De verering van Madalberta is geattesteerd in Maubeuge vanaf het begin van de 10e eeuw. Aan het einde van die eeuw had haar cultus zich verspreid naar Maagdenburg en naar Halberstadt, waar bij de inhuldiging van de kathedraal op 18 oktober 992 haar relieken werden gedeponeerd. Voor een lokale heilige uit Henegouwen is dat een opmerkelijke afstand. Vermoedelijk maakten haar resten eind jaren 940 deel uit van een 'pakket' Kamerijkse heiligenrelieken die bisschop Fulbert afstond aan Saksen als onderdeel van de politiek van koning Otto de Grote om de integratie van Lotharingen in het ottoonse rijk de beklemtonen.
Volgens de kroniekschrijvers Jean d'Outremeuse en Gillis van Orval zijn de relieken van Maubeuge naar Luik overgebracht door Hubertus. d'Outremeuse situeert de translatie in het jaar 704, maar een attestatie vóór de 13e eeuw is er niet. Misschien valt ze eerder te situeren in 1071, toen het graafschap Henegouwen onder het prinsbisdom Luik kwam.

## Reliekschrijn
In de kerkschat van de voormalige Sint-Lambertuskathedraal van Luik bevindt zich een reliekschrijn van Madalberta. Het is een houten kist die in de 19e eeuw weer is opgetuigd nadat revolutionairen het edelsmeedwerk (hernieuwd in 1648) hadden verwijderd. De relieken in het schrijn zijn textielgerelateerd, waaronder een rood-gele riem in taf en een schaar van Madalberta, alsook een kanten muts uit de 12e eeuw. Voorts is er een 7e-eeuws stuk zijde met het monogram van de Oost-Romeinse keizer Herakleios (610-641) aangetroffen. Er is een inventaris uit 1489 bewaard die de oorspronkelijke inhoud documenteert: cuculla (grofwollen pij), velum (sluier), cinctura (riem), enz.

## Handschriften
- Bergen, Bibliothèque de l'Université de Mons-Hainaut, ms. 845
- Brussel, Koninklijke Bibliotheek van België, ms. 9810-14